# Surrealistic Pillow
Surrealistic Pillow és el segon àlbum del grup americà Jefferson Airplane i el primer amb Grace Slick que va aportar les cançons Somebody To Love i White Rabbit del grup The Great Society.

## Llista de cançons

### Cara A
1. "She Has Funny Cars" (Marty Balin, Jorma Kaukonen) – 3:03
2. "Somebody to Love" (Darby Slick) – 2:54
3. "My Best Friend" (Skip Spence) – 2:59
4. "Today" (Balin, Paul Kantner) – 2:57
5. "Comin' Back to Me" (Balin) – 5:18

### Cara B
1. "3/5 of a Mile in 10 Seconds" (Balin) – 3:39
2. "D.C.B.A.-25" (Kantner) – 2:33
3. "How Do You Feel" (Tom Mastin) – 3:26
4. "Embryonic Journey" (Kaukonen) – 1:51
5. "White Rabbit" (G. Slick) – 2:27
6. "Plastic Fantastic Lover" (Balin) – 2:33